# Pyractomena floridana
Pyractomena floridana är en skalbaggsart som beskrevs av Green 1957. Pyractomena floridana ingår i släktet Pyractomena och familjen lysmaskar. Inga underarter finns listade i Catalogue of Life.